# وینتون هاچ
وینتون سی. هاچ (به انگلیسی: Winton C. Hoch) فیلمبردار آمریکایی سینمای هالیوود و برنده جایزه اسکار بهترین فیلمبرداری سال‌های ۱۹۴۸، ۱۹۴۹ و بخاطر فیلم مرد آرام سال ۱۹۵۲ بود.
از فیلم‌ها یا مجموعه‌های تلویزیونی که وی در آن‌ها نقش داشته‌است می‌توان به گمشده در فضا و بازگشت به بهشت اشاره نمود.

## فیلم‌شناسی
- سفر به قعر دریا

## مرگ
هاچ در پی سکته مغزی در ۲۰ مارس ۱۹۷۹ در سانتا مونیکا درگذشت.